# Marcos Plonka
Marcos Plonka (São Paulo, 26 de setembro de 1939 — São Paulo, 8 de setembro de 2011) foi um ator e humorista brasileiro.

## Biografia
Nascido numa família judaica no bairro do Tatuapé, na capital paulista, seus pais nasceram na Polônia e vieram para o Brasil logo antes da Segunda Guerra Mundial. Foram ser comerciantes e passaram a ser chamados de “turcos da prestação”, nome genérico que na época se dava a todos os mascates, a todo vendedor de "porta a porta". Marcos Plonka, mesmo no tempo da escola, só pensava em ser locutor de rádio, mas não conseguiu.
O que conseguiu foi um papel no Teatro da Juventude, de Tatiana Belinky e Júlio Gouveia. Plonka começou na Rede Tupi. Com ele estava, desde o começo, o amigo e "quase irmão" Elias Gleiser (suas famílias vieram juntas da Polônia). Do Teatro da Juventude, Plonka passou a participar de todos os tele-teatros da casa. Participou de vários "TVs de Vanguarda", fazendo papéis sérios. Mas se deu melhor nos "TVs de Comédia", de Geraldo Vietri. Com ele fez inúmeros trabalhos, tanto na televisão quanto no cinema. Passou a fazer parte de seu elenco e Vietri tinha ciúme de sua turma. Zangava-se mesmo, quando algum deles participava de outros programas. Mas Plonka, embora adorasse Vietri, trabalhou também muito com Wanda Kosmo, e colaborou na direção do Grande Teatro Tupi, sempre na TV Tupi.
Fez também muitas telenovelas, entre as quais: Nino, o Italianinho  com muito sucesso. O humor, porém, estava em seu sangue, e ele acabou cedendo e participando apenas de comédias. Da Tupi, das dublagens, dos filmes e dos teatros, por fim a Globo apareceu em sua vida, já quando era um ator experiente. Nessa emissora, participou de programas de  grande sucesso, como Planeta dos Homens, Balança Mas Não Cai, Os Trapalhões, Chico Anysio Show, Chico City, Escolinha do Professor Raimundo. Nesse último, consagrou a personagem "Samuel Blaustein", típico comerciante judeu ávido por bons negócios. Um de seus bordões era “Fazemos qualquer negócio”.
Também fez muitos filmes, quase sempre dirigido Geraldo Vietri, em verdade, seu grande amigo e incentivador. Por outro lado, porém, Plonka sempre teve atividades paralelas. Foi empresário em várias áreas. Sua última investida foi um restaurante em São Paulo, o "Dom Place".
Casado com a atriz Olivia Camargo por muitos anos, o casal tinha dois filhos, Fátima e Sidney, e dois netos. Com o fim da Escolinha do Professor Raimundo, na Globo, Marcos e mais alguns artistas da Escolinha foram contratados pela Rede Record, com o nome de Escolinha do Barulho e Escolinha do Gugu.
Em 2005, Plonka passou a exercer a função de assessor de imprensa da Associação Paulista de Magistrados e viajou pelo Brasil apresentando seu show chamado "Fazemos Qualquer Negócio".

## Morte
Plonka  morreu na noite de 8 de setembro de 2011 vitimado por um infarto. Duas semanas antes, já havia sentido dores no peito que o levaram a internar-se no Instituto do Coração de São Paulo. Seu corpo foi sepultado no Cemitério Israelita de Embu das Artes, em São Paulo.

## Carreira

### Televisão
| Ano     | Título                                    | Papel                | Notas                              |
| ------- | ----------------------------------------- | -------------------- | ---------------------------------- |
| 1963    | Moulin Rouge - A Vida de Toulouse-Lautrec |                      |                                    |
| 1963    | Terror nas Trevas                         |                      |                                    |
| 1964    | A Gata                                    | Coronel Arellana     |                                    |
| 1964    | Alma Cigana                               | Dr. Vilares          |                                    |
| 1964    | O Direito de Nascer                       | Dr. Mariano          |                                    |
| 1964    | O Sorriso de Helena                       | Dr. Germano          |                                    |
| 1965    | A Cor de Sua Pele                         | Maguerine            |                                    |
| 1965    | Fatalidade                                |                      |                                    |
| 1965    | O Mestiço                                 | Dr. Romero           |                                    |
| 1965    | Olhos que Amei                            |                      |                                    |
| 1966    | A Inimiga                                 | Débio                |                                    |
| 1966    | A Ré Misteriosa                           | Jonas                |                                    |
| 1966    | Os Irmãos Corsos                          | Chateau Renand       |                                    |
| 1967    | Os Rebeldes                               |                      |                                    |
| 1968    | Antônio Maria                             | Onório               |                                    |
| 1969    | Nino, o Italianinho                       | Max                  |                                    |
| 1969    | O Doce Mundo de Guida                     |                      |                                    |
| 1970    | Simplesmente Maria                        |                      |                                    |
| 1971    | A Fábrica                                 | Joca                 |                                    |
| 1972    | Na Idade do Lobo                          | Bronco               |                                    |
| 1972    | Vitória Bonelli                           | Divino               |                                    |
| 1974    | O Machão                                  | Fritz                |                                    |
| 1978    | João Brasileiro, o Bom Baiano             | Farc                 |                                    |
| 1980    | Drácula, Uma História de Amor             | Honorato             |                                    |
| 1980    | Planeta dos Homens                        | Vários Personagens   |                                    |
| 1980    | Olhai os Lírios do Campo                  | Hans Falc            |                                    |
| 1982    | Balança Mas Não Cai                       | Vários Personagens   |                                    |
| 1982    | Estúdio A... gildo                        | Vários Personagens   |                                    |
| 1982    | Chico Anysio Show                         | Vários Personagens   |                                    |
| 1982    | Sítio do Picapau Amarelo                  | Barão de Münchhausen | Episódio: "Reinações de Narizinho" |
| 1983    | Quarta Nobre                              | Leon                 | Episódio: "Mandrake"               |
| 1983    | Parabéns pra Você                         | Isaac                |                                    |
| 1983    | A Festa É Nossa                           | Vários Personagens   |                                    |
| 1990-95 | Escolinha do Professor Raimundo           | Samuel Blaustein     |                                    |
| 1995    | Sangue do Meu Sangue                      | Dr. Rui              |                                    |
| 1996    | Irmã Catarina                             | Hassan               |                                    |
| 1998    | Alma de Pedra                             | Jamil                |                                    |
| 1999–01 | Escolinha do Barulho                      | Samuel Blaustein     |                                    |
| 2007    | A Diarista                                | Jacó                 | Episódio: "Aquele dos Vizinhos"    |
| 2011    | Escolinha do Gugu                         | Samuel Blaustein     |                                    |

### Cinema
| Ano  | Título                      | Papel      |
| ---- | --------------------------- | ---------- |
| 1965 | Quatro Brasileiros em Paris |            |
| 1968 | O Pequeno Mundo de Marcos   | Marcos     |
| 1971 | Diabólicos Herdeiros        |            |
| 1976 | Senhora                     | Moreira    |
| 1980 | O Inseto do Amor            |            |
| 1982 | O Homem do Pau-Brasil       | presidente |
| 1982 | Um Casal de 3               |            |